# 삼성생명공익재단
삼성생명공익재단은 삼성생명에서 설립한 공익재단이다. 대한민국의 유명한 병원인 삼성서울병원을 소유하고 삼성의료원을 총괄하는 기능도 하고 있다. 

## 주요 사업
- 삼성서울병원 소유 운영 및 삼성의료원 총괄
- 삼성행복대상
- 삼성아동교육문화센터
- 삼성어린이집